# Ivan Schmidt Andrade
Iván Eugenio Schmidt Andrade (Puerto Montt, 12 de abril de 1945-27 de noviembre de 2023) fue un físico teórico chileno. Trabajó en la Universidad Técnica Federico Santa María (UTFSM),donde fundó el Centro Científico Tecnológico de Valparaíso (CCTVal). Egresó de Ingeniería Civil Electrónica, para posteriormente obtener su maestría en física en la Universidad de Pittsburgh y su doctorado en la Universidad de Stanford (E.U.A.).

## Método para la producción de antihidrógeno
Una de sus contribuciones al campo de la física fue su colaboración con Stanley J. Brodsky y Charles Munger, en la formulación de un método para producción de átomos de antihidrógeno en aceleradores de partículas (1992). El estudio postula que un haz de antihidrógeno relativista en el estado (Fe+)- puede ser creado mediante la circulación del haz de un anillo de almacenamiento de antiprotones a través de un blanco de gas interno. La teoría planteada fue comprobada alrededor del año 1995, tras el trabajo realizado por un equipo de investigadores experimentales de la Organización Europea para la Investigación Nuclear (CERN) que lograron producir 11 átomos de antihidrógeno usando este método. Estos fueron los primeros átomos de antihidrógeno jamás producidos y, por lo tanto, marcó un hito en el estudio de la antimateria.
En 1993 reexaminaron la forma en que una partícula electromagnética cargada "rebora" fuera del átomo y descubrieron que estas reacciones también podían producir pares de electrón-positrón. El objetivo fue igualar las velocidades de los positrones y antiprotones.

## Predicción del quiebre de paridad de QCD
En 1984 realizó un estudio que predijo por primera vez el quiebre de simetrías fundamentales (P, CP y T) en la teoría de Cromodinámica cuántica (QCD) como resultado de una transición de fase al Plasma de quarks-gluones esperado en colisiones nucleares de alta energía. En 2009, la colaboración STAR publicó una posible evidencia de este efecto en experimentos realizados con el Acelerador relativista de iones pesados 
(RHIC) en el Brookhaven National Laboratory. Estos experimentos utilizaron el momento angular de colisiones nucleares de manera similar a la que Chien-Shiung Wu utilizó el momento angular de Cobalto-60 en su famoso experimento (Wu experiment) que demostró la violación de paridad en las interacciones nucleares débiles, predicha por Tsung-Dao Lee y Chen-Ning Yang. En 2013, la colaboración ALICE público estudios realizados con el Gran Colisionador de Hadrones en CERN afirman haber confirmado este descubrimiento. La operación del acelerador RHIC en 2018 buscará comprobar este efecto utilizando diferentes isóbaros de Uranio.

## Otros trabajos
Ha desarrollado varios estudios en el área denomina Más allá del Modelo Estándar o Beyond the Standard Model, que se refiere a los desarrollos teóricos necesarios para explicar las deficiencias del Modelo Estándar como el origen de la materia, colisiones de neutrinos, la naturaleza de la materia oscura, etc. Como Nuclear antishadowing in neutrino deep inelastic scattering, en el cual estudian el sombreado y el apuntalamiento de las funciones de la estructura nuclear en el cuadro de Gribov-Glauber que se deben, respectivamente, a la interferencia destructiva y constructiva de amplitudes que surgen de la dispersión múltiple de quarks en el núcleo. 

## Impulso al área experimental de Física de Partículas en Chile
En 2007, junto a su grupo de colegas, fue impulsor del establecimiento en Chile del área experimental de Física de Partículas, al incorporar a un grupo chileno de científicos en colaboración con el experimento ATLAS del Gran Colisionador de Hadrones LHC del laboratorio europeo CERN. En estos experimentos, se descubrió en 2012 el Bosón de Higgs, la última partícula que faltaba en el llamado Modelo Standard de interacciones fundamentales, que había sido predicha en la década de 1960, pero que hasta entonces había sido imposible de descubrir experimentalmente. Actualmente el grupo experimental chileno está participando en la renovación del detector ATLAS, construyendo por primera vez en el país una parte de las componentes para el nuevo gran detector .